# Fischeria stellata
Fischeria stellata är en oleanderväxtart som först beskrevs av José Mariano da Conceição Vellozo och som fick sitt nu gällande namn av Eugène Pierre Nicolas Fournier.
Fischeria stellata ingår i släktet Fischeria och familjen oleanderväxter. Inga underarter finns listade i Catalogue of Life.